# Marcus Sherels
Marcus John Sherels (Rochester, 30 settembre 1987) è un giocatore di football americano statunitense che gioca nei ruoli di cornerback e punt returner per i Minnesota Vikings della National Football League (NFL). Non selezionato nell'ambito del Draft NFL 2010, fu in seguito ingaggiato dagli Vikings come undrafted free agent. Al college giocò a football presso l'Università del Minnesota.

## Carriera universitaria

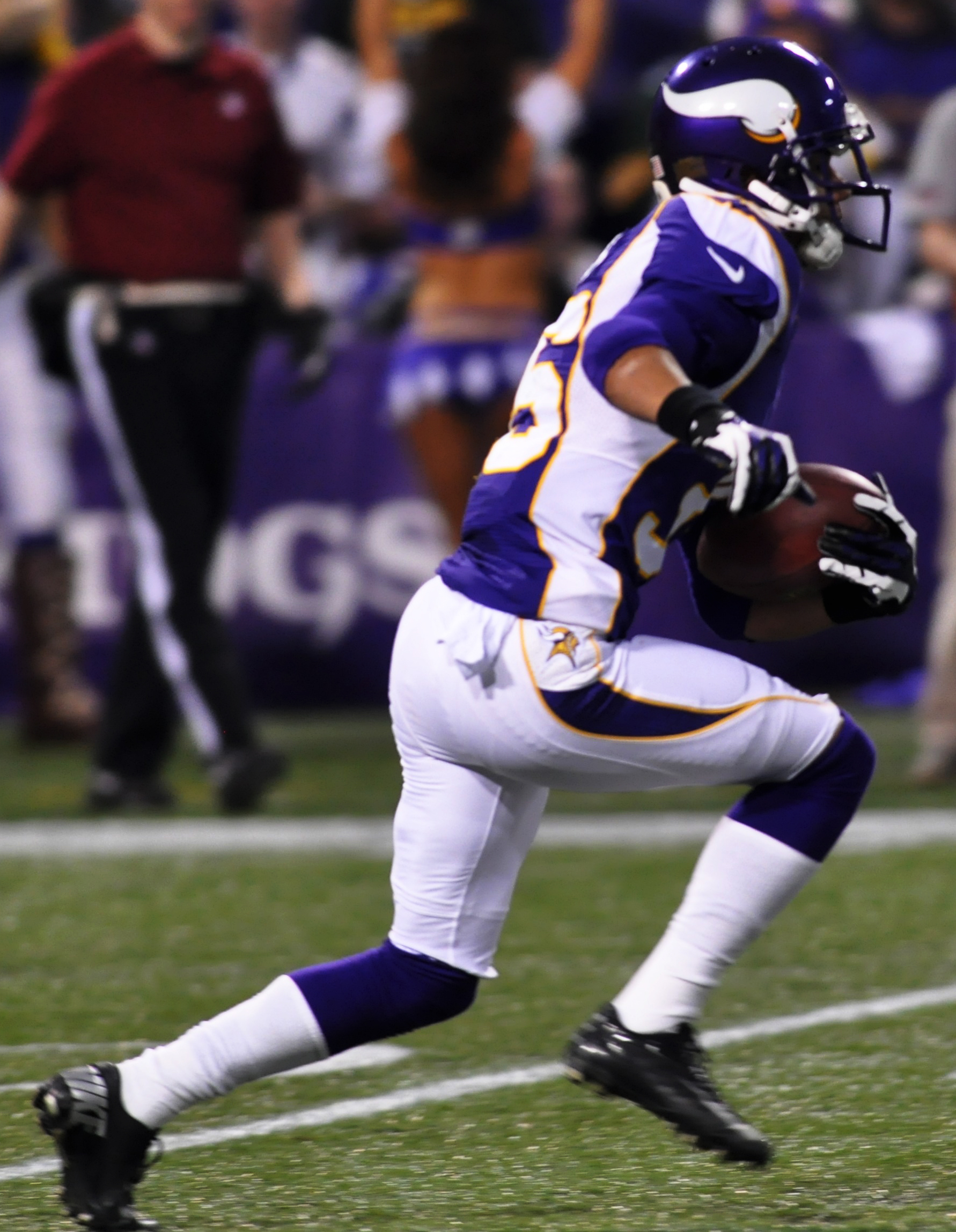
Sherels impegnato in un ritorno di punt nel 2012.

Dopo aver frequentato la John Marshall High School di Rochester, Jefferson accettò la proposta offertagli dai Minnesota Golden Gophers con cui, da freshman, debuttò come wide receiver giocando solo un paio dipartite per poi essere dirottato dal suo allenatore-capo Tim Brewster, a partire dal 2007, nel ruolo di cornerback vista la carenza del reparto arretrato dei Gophers. Oltre che come defensive back, egli si distinse anche negli special team come return man in fase di copertura. In particolare nel suo ultimo anno come senior mise a segno un fumble ritornato da ben 88 yard, nel match perso per 31-28 dai Gophers contro i Wisconsin Badgers.

## Carriera professionistica

### Minnesota Vikings
Nel 2010, dopo non esser stato selezionato durante il Draft NFL 2010, Sherels fu invitato al mini-camp dei Vikings, destando una notevole impressione ai tecnici della squadra, tanto da guadagnarsi un posto nella squadra di allenamento per il 2010. Svincolato il 28 settembre, fu in seguito reintegrato il 13 ottobre nella squadra d'allenamento, nella quale restò per 15 settimane. Il 31 dicembre infatti, a seguito dell'infortunio di Madieu Williams, fu promosso in prima squadra e il 2 gennaio debuttò in NFL contro i Detroit Lions.
Nel 2011 trovò maggior spazio, disputando tutte e 16 le partite della stagione regolare di cui, complici alcuni infortuni dei titolari, 3 da titolare disputate nel ruolo di cornerback (fino ad allora aveva giocato principalmente con gli special team. Egli mise a segno 27 tackle totali, 1 sack e 3 tackle con perdita di yard. Nel 2012 scese nuovamente in campo in tutte e 16 le partite di stagione regolare (mai da titolare) mettendo a segno 9 tackle totali, 1 tackle con perdita di yard e 1 fumble recuperato. Inoltre, il 30 settembre 2012, nel giorno del suo 25º compleanno, segnò il suo primo touchdown in carriera su un punt ritornato per 77 yard, nel match vinto dai Vikings per 20-13 sui Detroit Lions.
Nel 2013, dopo aver messo a segno un solo tackle nelle due partite perse contro Detroit Lions e Chicago Bears, Sherels disputò un'ottima gara contro i Cleveland Browns, guidando la difesa con 8 tackle solitari e 2 passaggi deviati. La settimana seguente, che vedeva i Vikings impegnati contro gli Steelers al Wembley Stadium di Londra in una delle due gare delle NFL International Series della stagione 2013, in seguito all'infortunio di Chris Cook, scese in campo per la prima volta in stagione come titolare senza tuttavia mettere a referto alcuna statistica.
Nel Monday Night Football della settimana 7 contro i New York Giants, Sherels ritornò un punt per 86 yard in touchdown.
Nella settimana 8 della stagione 2015, Sherels ritornò un punt per 65 yard in touchdown, venendo premiato come miglior giocatore degli special team della NFC della settimana.

## Palmarès
- Giocatore degli special team della NFC della settimana: 1

8ª del 2015

## Statistiche
| Partite totali      | 37 |
| Partite da titolare | 4  |
| Tackle              | 45 |
| Sack                | 1  |
| Fumble recuperati   | 1  |
| Intercetti          | 0  |
| Passaggi deviati    | 6  |

Statistiche aggiornate alla settimana 4 della stagione 2013